# Биология и сексуальная ориентация
Связь между биологией и сексуальной ориентацией является предметом исследований.
Американская психологическая ассоциация (англ. American Psychological Association, APA), Американская академия педиатрии (American Academy of Pediatrics, AAP) и большинство специалистов придерживаются позиции, что сексуальная ориентация человека формируется в результате сложного взаимодействия генетических, гормональных факторов, воздействия внешней среды и социокультурных факторов.
Проведённое в 2018 исследование с выборкой в полмиллиона человек показало, что сугубо генетические факторы объясняют от 8 до 25 % дисперсии гомосексуального поведения в популяции, а комбинация этих факторов объясняет менее чем 1 % дисперсии гомосексуального поведения индивидуума. Исследователи подтвердили, что наследственность, в том числе генетический код и эпигенетические факторы, вносят некоторый вклад в гомосексуальность, однако, исходя только из генетического анализа, невозможно предсказать, будет ли человек гомосексуальным или нет и в какой степени.

## История
В медицине Нового времени и первой половине XX столетия несоответствия гетеросексуальной ориентации считались душевным заболеванием неясной этиологии, причём вслед за Аристотелем мужская гомосексуальная ориентация рассматривалась либо как заболевание, либо как следствие влияния среды.
Следствием сложившегося положения стало то, что отклонения от гетеронормативности рассматривались исключительно психиатрией и частично психологией. Положение начало меняться в XX веке, когда вследствие развития эндокринологии, а затем нейроэндокринологии, было показано влияние гормональных факторов на физиологию и поведение человека.

## Исследования
В научном мире нет единой точки зрения ни насчёт того, какие биологические или социальные факторы могут играть роль в формировании сексуальной ориентации, ни за счёт каких механизмов может осуществляться такое влияние. Ряд предметных областей, в рамках которых ведутся исследования, включает изучение морфологической структуры мозга, пренатального развития, наследственности и генетических вирусных заболеваний, а также социокультурное влияние. Методологически некоторые исследования используют однояйцевых близнецов в качестве контроля.
Основные направления, по которым проводятся исследования факторов, оказывающих влияние на формирование сексуальной ориентации, — генетика и эндокринология, хотя о каких-то определённых результатах говорить преждевременно. Статьи в популярных журналах, например Newsweek: «Гей-ген?» (англ. Gay gene?), дают представление о проводимых исследованиях, однако их результаты следует считать предварительными.
Большинство исследователей сходятся во мнении, что не существует одного-единственного «гей-гена», который определял бы нечто столь комплексное, как сексуальная ориентация, и что, скорее всего, это результат взаимодействия ряда биологических факторов. Некоторые учёные предлагают рассматривать гены или гормоны в качестве ключевых факторов; также распространено мнение, что и те и другие играют роль.
Некоторые исследователи предполагают наличие причинно-следственной связи между биологическими факторами и сексуальной ориентацией. Этой теме посвящён ряд работ, охватывающих различные области биологии, например книга нидерландского нейробиолога Дика Свааба — «Мы — это наш мозг. От матки до Альцгеймера».

### Исследования близнецов
В ряде исследований близнецов была предпринята попытка сравнить относительную важность генетики и окружающей среды в определении сексуальной ориентации. В исследовании 1991 года Бейли и Пиллард провели исследование близнецов мужского пола, набранных из «гомофильных публикаций», и обнаружили, что 52 % монозиготных (MZ) братьев (из которых 59 были опрошены) и 22 % дизиготных (DZ) близнецов были согласны на гомосексуальность. 'MZ' обозначает однояйцевых близнецов с одинаковыми наборами генов, а 'DZ'-однояйцевых близнецов, где гены смешаны до такой же степени, как и у недвойственных братьев и сестёр. В исследовании 61 пары близнецов исследователи обнаружили — среди главным образом мужских субъектов — коэффициент согласия для гомосексуальности 66 % среди монозиготных близнецов и 30 % среди дизиготных близнецов. В 2000 году Бейли, Данн и Мартин изучили большую выборку из 4901 австралийских близнецов, но сообщили о менее чем половине уровня конкордантности ориентаций. Они обнаружили 20 % конкордантности у мужчин идентичных, или MZ, близнецов и 24 % конкордантности для женщин-близняшек. Самооценка зиготности, сексуального влечения, фантазии и поведения оценивалась с помощью опросника, а зиготность серологически проверялась в случае сомнений. Другие исследователи поддерживают биологические причины как мужской, так и женской сексуальной ориентации.
Изучив ответы 289 пар однояйцевых близнецов (монозиготных, или из одной оплодотворённой яйцеклетки) и 495 пар однояйцевых близнецов (дизиготных, или из двух оплодотворённых яйцеклеток) в школьном исследовании подростков в 7–12 классах (1994–1995 гг.) было обнаружено, что коэффициент конкордации для однополого влечения составляет только 7,7 % для однояйцевых близнецов-мужчин и 5,3 % для таких женщин.
Исследование 2010 года из всех взрослых близнецов в Швеции (более 7600 близнецов) показало, что однополое поведение объясняется как наследственными факторами, так и индивидуальными источниками окружающей среды (такими как пренатальная среда, опыт болезни и травмы, а также группы сверстников и сексуальный опыт). В то время как влияние переменных общей среды — таких как семейная среда и социальные отношения — имело более слабый, но значительный эффект. У женщин наблюдалась статистически незначимая тенденция к ослаблению влияния наследственных эффектов, в то время как у мужчин отсутствовал эффект совместного воздействия окружающей среды. Использование всех взрослых близнецов в Швеции было разработано для решения критики исследований добровольцев, в которых потенциальный уклон в сторону участия гомосексуальных близнецов может повлиять на результаты.
Исследования близнецов позволяют получить приближённое представление о роли генетических факторов и факторов среды. Ранние исследования обычно содержали методологические ошибки, что приводило к тому, что различающиеся по ориентации близнецы попадали к исследователям значительно реже и получаемая конкордантность оказывалась завышенной.

| год публикации | пол | MZ%  | DZ%  | источник           |
| -------------- | --- | ---- | ---- | ------------------ |
| 1952           | м   | 100  | 15   | Kallman            |
| 1968           | м   | 60   | 14   | Heston & Shields   |
| 1991           | м   | 47   | 0    | Bunrich et al.     |
| 1991           | м   | 52   | 22   | Bailey & Pillard   |
| 1992           | оба | 13   | 13   | King & McDonald    |
| 1993           | оба | 65   | 29   | Whitam et al.      |
| 1993           | ж   | 48   | 16   | Bailey et al.      |
| 1996           | м   | 20   | 0    | Bailey et al.      |
| 1996           | ж   | 24   | 11   | Bailey et al.      |
| 1997           | м   | 25   | 25   | Hershberger        |
| 1997           | ж   | 55   | 25   | Hershberger        |
| 2000           | м   | 20   | 16   | Bailey et al.      |
| 2000           | ж   | 24   | 10.5 | Bailey et al.      |
| 2002           | м   | 16.8 | 9.8  | Bearman & Bruckner |
| 2002           | ж   | 5.3  | 6.6  | Bearman & Bruckner |
| 2008           | м   | 18   | 11   | Langstrom et al.   |
| 2008           | ж   | 22   | 17   | Langstrom et al.   |

Исследования близнецов получили ряд критических замечаний, но тем не менее можно сделать вывод, что, учитывая разницу в сексуальности у стольких наборов однояйцевых близнецов, сексуальная ориентация не может быть отнесена исключительно к генетическим факторам. Другая проблема заключается в том, что даже монозиготные близнецы могут быть разными и есть механизм, способный объяснить, что монозиготные близнецы диссонируют с гомосексуальностью. Грингас и Чен (2001) описывают ряд механизмов, которые могут привести к различиям между монозиготными близнецами, наиболее важными из которых являются хорионичность и амнионичность.
Исследования хромосомных связей сексуальной ориентации показали наличие множества сопутствующих генетических факторов по всему геному. В 1993 году Дин Хеймер и его коллеги опубликовали результаты анализа связей в выборке из 76 братьев-геев и их семей. Оказалось, что у геев было больше геев-мужчин-дядей и двоюродных братьев по материнской линии семьи, чем по отцовской. Братья-геи, которые показали эту материнскую родословную, были затем проверены на связь с Х-хромосомой, используя двадцать два маркера на Х-хромосоме, чтобы проверить наличие подобных аллелей. В другой находке было обнаружено, что тридцать три из сорока испытанных пар сиблингов имеют сходные аллели в дистальной области Xq28, что было значительно выше ожидаемых показателей. Сандерс и другие в 1998 году сообщили об аналогичном исследовании, в ходе которого обнаружили, что 13 % дядей братьев-геев по материнской линии были гомосексуалами, по сравнению с 6 % по отцовской линии.
Результаты первого крупного, комплексного многоцентрового исследования генетических связей мужской сексуальной ориентации были представлены независимой группой исследователей в американском обществе генетики человека в 2012 году.
Исследуемая популяция включала 409 независимых пар братьев-геев, которые были проанализированы с помощью более 300 000 маркеров однонуклеотидного полиморфизма. Данные сильно копировали результаты Хамера Xq28, как определено с помощью двухточечного и многоточечного (MERLIN) картирования баллов LOD. Значительная связь была также обнаружена в перицентромерной области хромосомы 8, перекрывая одну из областей, обнаруженных в предыдущем геномном исследовании лаборатории Hamer. Авторы пришли к выводу, что их «выводы, взятые в контексте с предыдущей работой, позволяют предположить, что генетическая изменчивость в каждом из этих регионов способствует развитию важной психологической черты мужской сексуальной ориентации». Женская сексуальная ориентация, похоже, не связана с Xq28.

### Исследования хромосомных связей
Более поздний анализ от Hu et al. воспроизвёл и уточнил более рание выводы. Это исследование показало, что 67 % братьев-геев в новом насыщенном образце имеют общий маркер на X-хромосоме в Xq28. Мета-анализ всех доступных данных о сцеплении указывает на значительную связь с Xq28, но также указывает на то, что должны присутствовать дополнительные гены, чтобы учесть полную наследуемость сексуальной ориентации.
Исследования хромосомных связей сексуальной ориентации показали наличие множества сопутствующих генетических факторов по всему геному. В 1993 году Дин Хеймер и его коллеги опубликовали результаты анализа связей в выборке из 76 братьев-геев и их семей. Оказалось, что у геев было больше дядей-гомосексуалов и двоюродных братьев-геев по материнской линии семьи, чем по отцовской. Братья-геи, которые показали эту материнскую родословную, были затем проверены на связь с Х-хромосомой, используя двадцать два маркера на Х-хромосоме, чтобы проверить наличие подобных аллелей. В другой находке было обнаружено, что тридцать три из сорока испытанных пар сиблингов имеют сходные аллели в дистальной области Xq28, что было значительно выше ожидаемых показателей. Сандерс и другие в 1998 году сообщили об аналогичном исследовании, в ходе которого обнаружили, что 13 % дядей братьев-геев по материнской линии были гомосексуалами, по сравнению с 6 % по отцовской линии.
По словам Дина Хеймера и Майкла Бейли, генетические аспекты являются лишь одной из многочисленных причин гомосексуальности.

### Текущие направления исследований
В 2017 году в научных докладах была опубликована статья с исследованием генома широкой ассоциации по мужской сексуальной ориентации. В исследовании приняли участие 1077 гомосексуалов и 1231 гетеросексуалов. Был идентифицирован ген SLITRK6 на хромосоме 13. Исследование Левея показало, что гипоталамус геев отличается от гетеросексуальных мужчин. SLITRK6 активен в среднем мозге. Исследователи обнаружили, что рецептор тиреотропного гормона (TSHR) на хромосоме 14 показывает различия в последовательности между геями и геторосексуалами. Болезнь Грейвса связана с аномалиями TSHR, причём предыдущие исследования показали, что болезнь Грейвса чаще встречается у мужчин-геев, чем у гетеросексуальных мужчин. Исследования показали, что геи имеют более низкую массу тела, чем гетеросексуалы. Было высказано предположение, что гиперактивный гормон TSHR снижает массу тела у геев, хотя это остается недоказанным.
В 2018 году был проведён ещё один полногеномный поиск ассоциаций по сексуальной ориентации мужчин и женщин с данными от 26 890 человек, которые имели по крайней мере одного партнёра того же пола, и 450 939 в контрольной группе. Исследователи выявили, что хромосомы 11 и 15 были характерны для мужчин, причём вариант хромосомы 11 располагался в обонятельном гене, а вариант хромосомы 15 ранее был связан с облысением мужского типа. Эти четыре варианта также коррелировали с расстройствами настроения и психического здоровья, что может объясняться более высокой подверженностью негетеросексуалов стигматизации. Однако ни один из четырёх вариантов не мог достоверно предсказать сексуальную ориентацию.
В августе 2019 г. в рамках исследования (полногеномный поиск ассоциаций) 493 001 человека был сделан вывод о том, что сотни или тысячи генетических вариантов лежат в основе гомосексуального поведения у обоих полов, при этом 5 вариантов, в частности, имеют значительную связь. Тем не менее вместе они давали вклад менее 1 % в объяснение дисперии гомосексуального поведения индивидума. Предсказать сексуальность индивида по ним нельзя. Некоторые из этих вариантов имели специфические для пола эффекты, и два из этих вариантов предполагали связь с биологическими путями, которые включают регуляцию и обоняние половых гормонов. Все варианты вместе зафиксировали от 8 до 25 % дисперсии в индивидуальных различиях в гомосексуальном поведении в популяции. Эти гены частично совпадают с генами некоторых других признаков, включая открытость к новому опыту и склонность рисковать. Дополнительный анализ показал, что на сексуальное поведение, влечение, идентичность и фантазии влияет аналогичный набор генетических вариантов. Они также обнаружили, что генетические эффекты, отличающие гетеросексуальное поведение от гомосексуального, не такие же, как те, которые отличаются среди негетеросексуалов с более низкой или более высокой долей однополых партнёров, что предполагает отсутствие единого континуума от гетеросексуальных до гомосексуальных предпочтений, как предполагается по шкале Кинси.
В августе 2021 г. вышло исследование, продемонстрировавшее, что люди, которым чаще по сравнению с контрольной группой давали читать литературу с утверждениями, что сексуальность не статична, а флюидна (изменчива), заявляли, что они не гетеросексуальны в полной мере. Также было показано, что люди, которым давали читать про гендерфлюидность и небинарность, до пяти раз чаще по сравнению с контрольной группой сообщали, что они не гетеросексуальны. Также они были менее уверены в своей ориентации в целом и выражали больше желания вступить в гомосексуальный контакт в будущем, чем контрольная группа.

## Эволюционные гипотезы

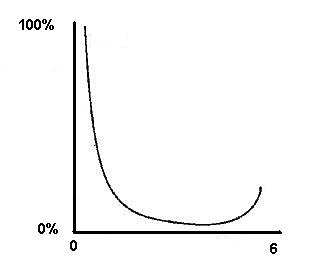
Рис.1. Вид распределения мужчин по сексуальным ориентациям. Ордината: доля мужчин с данной ориентацией, абсцисса — сексуальная ориентация по Кинси

В рамках методологии биологии и медицины ключевым понятием является физиологическая норма как проявление адаптационного оптимума организма к среде на данной стадии развития. Отклонение сексуальной ориентации индивида от гетеросексуальной нормы и, соответственно, изменение репродуктивного поведения в рамках эволюционной теории непосредственно влияет на репродуктивный успех индивида: носители таких генов априори должны оставлять меньше потомства и, как следствие, должна происходить элиминация таких генов из генетического пула популяции. Однако в пример можно привести найденный «ген альтруизма» и в общем альтруизм — который в биологии объясняется как «поведение, ведущее к повышению приспособленности (репродуктивного успеха) других особей в ущерб своим собственным шансам на успешное размножение», — отбором всё так же поддерживается. А. В. Марков отметил: «Ведь такое поведение, очевидно, снижает репродуктивный успех и должно отсеиваться отбором? Предложены разные гипотезы, основанные на родственном отборе (рабочие муравьи тоже ведь отказываются от размножения — но от этого их гены только выигрывают), групповом отборе (если гомосексуальные связи укрепляли коллектив, как это происходит, например, у бонобо) и на гипотезе антагонистического отбора. Согласно этой гипотезе, может существовать (скорее всего, на X-хромосоме) некий ген, который может увеличивать вероятность гомосексуальности у мужчин, но при этом увеличивать плодовитость у женщин, таким образом компенсируя уменьшение репродуктивного успеха гомосексуалов. Исследования в западных популяциях демонстрируют повышенную плодовитость родственниц гомосексуалов по женской линии, но из-за низкого уровня рождаемости в этих популяциях они не дают полного понимания работоспособности этой гипотезы во времена первобытных людей. Кроме того, репродуктивные издержки гомосексуальности довольно велики, так что неясно, в какой степени полученное женщинами репродуктивное преимущество может их компенсировать. Также, би- и гомосексуальность довольно логично вписываются в модель эволюции древних гоминид Оуэна Лавджоя».
Дополнительным фактором явилось исследование вида распределения по сексуальным ориентациям: оказалось, что у мужчин, в отличие от женщин, количественное распределение в шкале Кинси бимодально (см. Рис. 1) — что дало основания предполагать, что «ген гомосексуальности» мужчин существует и локализован в X-хромосоме.